# Kyokushinkai
Kyokushinkai este un stil de karate creat de Masutatsu Oyama, care a urmărit o creștere palpabilă a eficienței luptei. Kyokushinkai implică un antrenament dur și cere o condiție fizică remarcabilă. Este declarat cel mai dur stil de karate.
Creatorul acestui stil, unul dintre cele mai puternice stiluri existente, cum s-a spus mai sus, este Masutatsu Oyama. S-a născut la 27 iulie 1923 într-un sat nu departe de Gunsan, în Coreea de Sud. La o vârsta relativ tânără a fost trimis în Manciuria, în sudul Chinei, pentru a locui la ferma surorii lui. La vârsta de nouă ani a început să studieze forma chineză sudică a stilului Kempo sub îndrumarea maestrului Yi, angajat în perioada respectiv la fermă. Când Oyama s-a întors la 12 ani în Coreea a continuat antrenamentul studiind Kempo corean.
În 1938, la vârsta de 15 ani a plecat în Japonia, cu gândul de a se înscrie într-o școală militară și a deveni pilot. Încercarea nu i-a reușit însă, deoarece în perioada aceea viața în Japonia nu era tocmai ușoară, iar visul de a deveni pilot pe un avion militar a trecut în plan secund.
Oyama nu a renunțat însă la antrenamente. A început studiul boxului și al judo-ului, iar o ocazie l-a adus pe sosai în dojo-ul lui Gichin Funakoshi de la Universitatea Takushoku. La vârsta de 17 ani, progresul lui a fost incredibil, ajungând la centura neagră cu 2 dan, iar la vârsta de 20 ani, când s-a înrolat în Armata Imperială, avea deja 4 dan. În această perioadă Oyama a întrerupt și antrenamentele de judo.
Înfrângerea Japoniei și perspectiva unei ocupații militare l-au adus pe Oyama într-o stare de disperare maximă. În această perioadă Oyama îl întâlnește pe So Nei Chu, un alt maestru corean din provincia din care se trăgea și sosai și care era o autoritate în Japonia în Gōjū-Ryū. Maestrul era binecunoscut pentru forța fizică și tăria spiritului. So Nei Chu este cel care l-a îndrumat pe Oyama să își dedice viața artelor marțiale. Tot el a fost cel care l-a sfătuit pe Oyama să se retragă timp de trei ani în munți pentru a-și perfecționa arta.
La vârsta de 23 ani, Mas Oyama l-a întâlnit pe Eiji Yoshikawa, autorul romanului Musashi, bazat pe viața și aventurile celui mai faimos samurai japonez, Miyamoto Musashi. Romanul și autorul au avut o influență covârșitoare asupra lui sosai, introducându-l într-o lume fascinantă, cea a samurailor și într-un cod pe care îl va respecta toată viața, Bushido. La mai puțin de un an de când l-a întâlnit pe Yoshikawa, în 1948, Oyama vizitează muntele Minobu din Prefectura Chiba, unde Musashi și-a dezvoltat arta sabiei, cu intenția de a petrece următorii trei ani în studiul artelor marțiale. Împreună cu el a urcat și un elev de-al său, Yashiro, însă după șase luni, din cauza solitudinii și a antrenamentelor dificile, acesta cedează psihic și îl părăsește pe Oyama. După mai bine de un an și jumătate, sponsorul care îi trimitea mâncare l-a anunțat pe Oyama că nu îl mai poate finanța, astfel încât perioada de antrenament pe munte a luat sfârșit.
Câteva luni mai târziu, în 1947 Mas Oyama a câștigat primul Campionat Național de Arte Marțiale de după cel de-al Doilea Război Mondial. Nemulțumit de faptul că a trebuit sa renunțe la antremanentul pe munte, Oyama se decide să își dedice viața artelor marțiale și reîncepe o perioadă de antrenament în care exersa 12 ore pe zi pe muntele Kiyozumi din Prefectura Chiba. Tot în această perioada începe un studiu aprofundat al Zen-ului, pe care îl considera parte integrantă din Karate, ajungând să declare: „Karate este Zen”.
În 1950 Oyama a început o serie de demonstrații menite a arăta lumii puterea Kyokushin-ului. Într-un turneu început în Statele Unite ale Americii, Oyama va începe un turneu pe parcursul căruia a spart cărămizi cu mâinile goale, a rupt gâtul sticlelor cu shuto, dar mai ales a înfruntat 47 de tauri cărora le-a rupt coarnele, iar pe patru dintre ei a reușit să îi ucidă. În 1957, aflat în Mexic, Oyama era cât pe ce să fie ucis în timpul unei lupte cu un taur care a reușit să îl rănească și a petrecut șase luni în spital. În perioada aceasta, din cauza că majoritatea luptelor în care se angaja se terminau în câteva secunde, de multe ori în urma unei singure lovituri, a căpătat porecla de „Godhand” (Mâna lui Dumnezeu). Japonezii obișnuiau să spună despre Oyama: „Ichi geki, hissatsu”, ceea ce înseamnă „o lovitura, moarte sigură”. Tot în această perioadă, Oyama l-a cunoscut pe shihan Jacques Săndulescu, românul cu care avea să fie prieten până la sfârșitul zilelor.
În 1953, Mas Oyama a inaugurat primul lui dojo, pe o parcelă din Mejiro, Tokio. În 1956, într-un studio de balet aflat în spatele Universitășii Rikkyo, Oyama avea să adune sub îndrumarea lui nu mai puțin de 700 de elevi. Practicanți ai altor stiluri obișnuiau să vina în acest dojo pentru sparring, iar Oyama și elevii lui încercau să preia de la aceștia tehnici care se dovedeau folositoare în luptă. În felul acesta Kyokushinul a evoluat și s-a dezvoltat în arta marțială care este astăzi.
În 1964, luptătorii de box thailandez îi provoacă pe japonezi la o întâlnire cu cinci dintre ei, iar Oyama acceptă. Trei dintre elevii lui câștigă în fața thailandezilor și astfel Oyama dovedește încă o dată supremația Kyokushin-ului. În același an se pun bazele cartierului general al Kyokushinkai Kan.
Ideea lui Oyama de a aduna într-un singur campionat cei mai puternici luptători ai lumii a generat un fenomen extraordinar. Primul campionat mondial ținut în 1975 în Tokio a repurtat un succes extraordinar. Practicanții altor stiluri veniți la competiție au fost aproape toți eliminați în primele tururi. De atunci, din patru în patru ani, japonezii organizează în Țara Soarelui Răsare un campionat mondial la care sunt invitați cei mai buni luptători din fiecare țară unde se practică Kyokushin-ul. Și simpla participare la un astfel de eveniment este o onoare pentru orice luptător din oricare parte a lumii.
În 26 aprilie 1994 Masutatsu Oyama moare de cancer la plămâni. Ca urmare a decesului, Organizația Internațională de Kyokushin se divide în mai multe fracțiuni.